# Nigeria en los Juegos Olímpicos de Tokio 2020
Nigeria estuvo representada en los Juegos Olímpicos de Tokio 2020 por un total de 60 deportistas que compitieron en 10 deportes. Responsable del equipo olímpico fue el Comité Olímpico de Nigeria, así como las federaciones deportivas nacionales de cada deporte con participación.
La portadora de la bandera en la ceremonia de apertura fue la luchador Odunayo Adekuoroye.

## Medallistas
El equipo olímpico de Nigeria obtuvo las siguientes medallas:
| Nombre             | Deporte     | Competición         |
| ------------------ | ----------- | ------------------- |
| Oro                |             |                     |
| —                  |             |                     |
| Plata              |             |                     |
| Blessing Oborududu | Lucha libre | 68 kg F             |
| Bronce             |             |                     |
| Ese Brume          | Atletismo   | Salto de longitud F |